# Geschiedenis van Leeuwarden

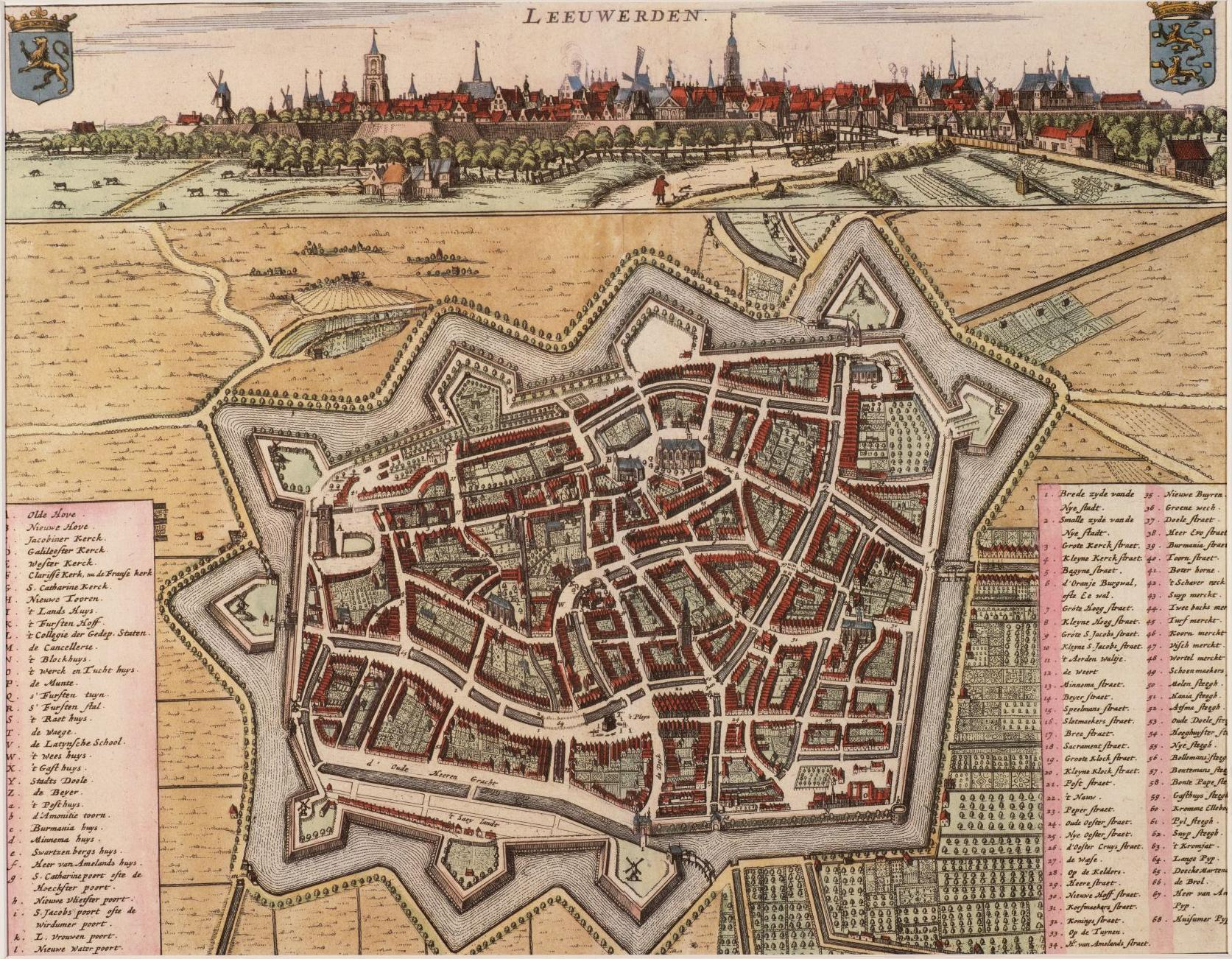
Historische kaart en stadsgezicht van Leeuwarden uit 1664

De geschiedenis van Leeuwarden betreft de geschiedenis van de hoofdstad van de Nederlandse provincie Friesland.

## Eerste bewoners
Het is onbekend wanneer mensen zich voor het eerst permanent vestigden waar zich nu Leeuwarden bevindt. Sommige opgravingen duiden erop dat al in de ijzertijd, de 1e eeuw v.Chr., Leeuwarden bewoners kende, al bestaat hierover nog wel enige discussie tussen archeologen. Wel staat vast dat al in de eerste of tweede eeuw n.Chr. Leeuwarden bewoners had. Bij archeologische opgravingen aan de voet van de Oldehove werden verschillende vondsten gedaan die duiden op bewoning tijdens de Romeinse tijd in Friesland. Houten palen die gevonden werden maakten onderdeel uit van een gebouw van zo'n drie meter breed. Het pand, van plaggen of hout, werd waarschijnlijk gebruikt als schuur of woning. Andere paalresten uit de tweede of derde eeuw na Christus maakten onderdeel uit van een huis van zo'n vijf meter lang. Uit deze Romeinse tijd zijn verschillende voorwerpen aangetroffen. Twaalf fibula's tonen aan dat de stad relatief rijke inwoners had. Vondsten als Romeinse haarspelden en verschillende Romeinse munten bevestigen het vermoeden van archeologen dat in het oude Leeuwarden handel werd gedreven met de Romeinen. Daarnaast waren landbouw en visserij het voornaamste middel van bestaan. De vroege bewoning was niet gecentreerd op één terp, maar bestond voornamelijk uit verschillende boerderijen op een eigen terp. In de derde eeuw n.Chr. verlieten de vroege bewoners het gebied dat later Leeuwarden zou heten. De nederzetting verdween toen de stad overstroomd werd door de Middelzee.

## Middeleeuwen

### Vroege middeleeuwen

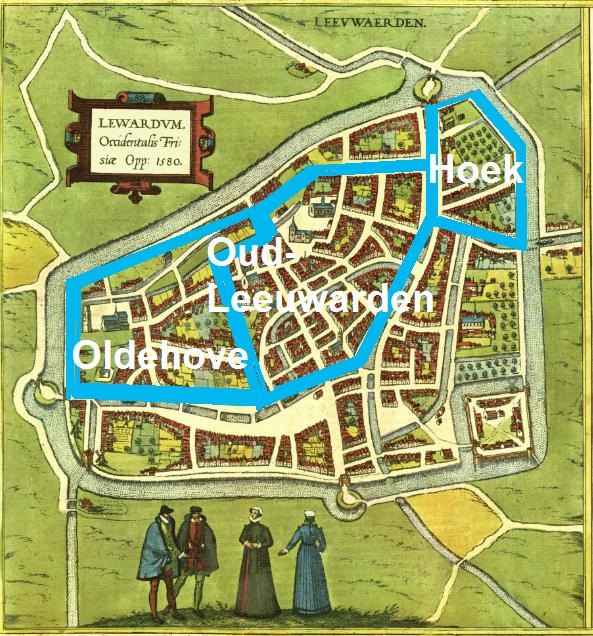
De drie delen die in 1435 samen Leeuwarden vormden, te zien op een kaart uit 1580 van Braun en Hogenberg, naar een model van J. R. G. Schuur uit 1979. Nijehove (Oud-Leeuwarden) was volgens een oorkonde al in 1285 een stad

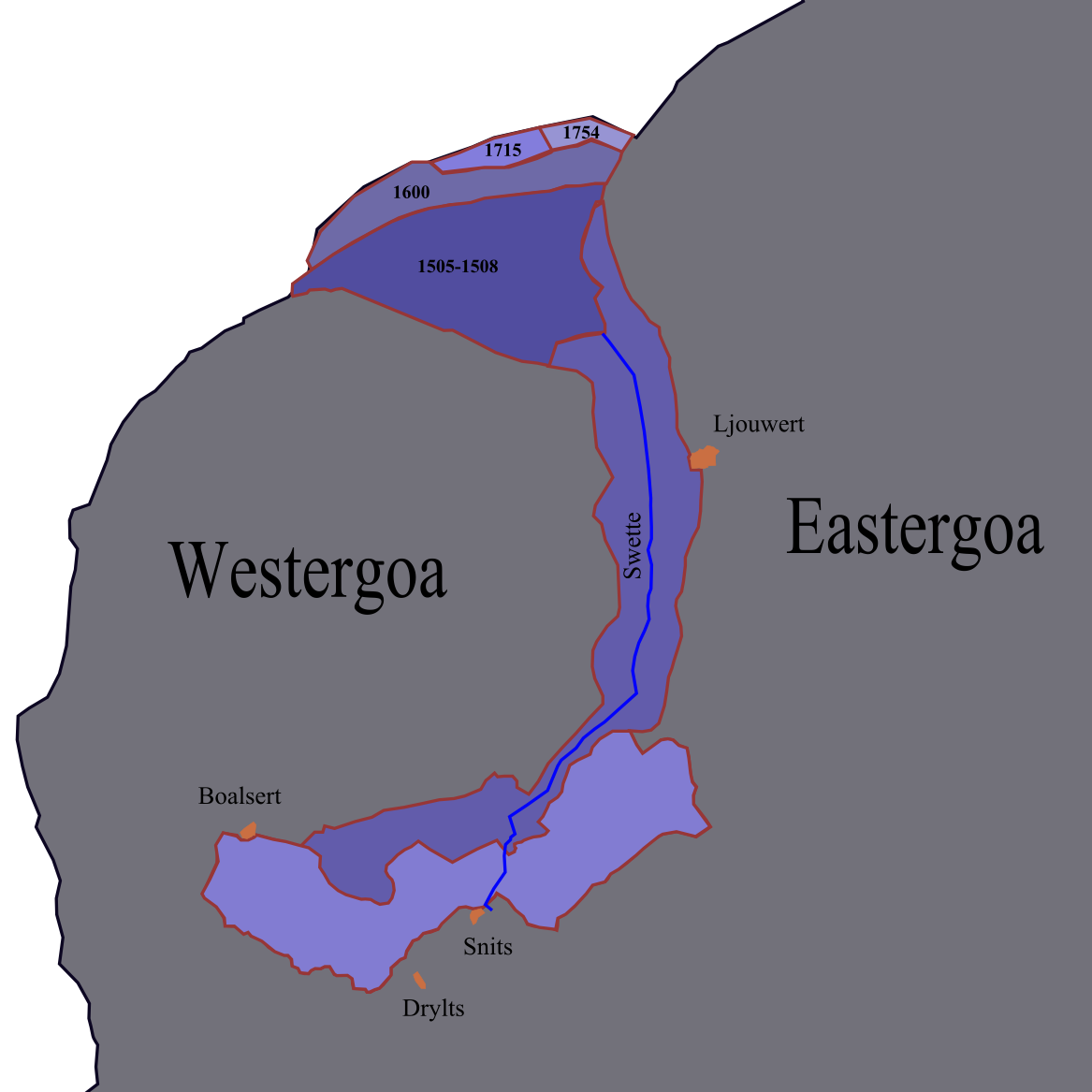
Vroeger lag Leeuwarden aan de Middelzee

Aardewerk uit de vijfde eeuw duidt erop dat er al snel mensen terugkeerden naar de voet van de Oldehove om zich er te vestigen. Uit archeologisch onderzoek blijkt dat rond het jaar 500 weer huizen verschenen op de terp bij de Oldehove. Een wagenwiel dat werd gevonden stamt hoogstwaarschijnlijk uit deze tijd. Een plaats van betekenis mag dat oude Leeuwarden zeker niet genoemd worden. In tegenstelling tot de Romeinse tijd is er geen enkele aanwijzing voor handel of rijke inwoners. De vondsten die gedaan werden, duiden op simpele bewoning. Wegens gebrek aan hout werden veel huizen voor de helft in de grond uitgegraven. Daarnaast werden veel plaggen gebruikt. Pas later, in de negende eeuw ontwikkelde Leeuwarden zich tot een handelsnederzetting.

### Ontstaan van Leeuwarden
De naam Leeuwarden duikt voor het eerst op in een schenkingsakte uit de 8e eeuw. In dit document van de Abdij van Fulda spreekt men van de villa Lintarwde. Desondanks duurde het nog tot 1190 voor de stad ontstond uit Hoek, Nijehove (Oud-Leeuwarden) en Oldehove. De nederzetting was toentertijd nog een zeestad. Het dichtslibben van de Middelzee in de 13e eeuw maakte echter dat Leeuwarden in de loop van de middeleeuwen een landstad werd. De historicus Wopke Eekhoff maakte melding van de kerstening van Leeuwarden rond het jaar 800. Hiertoe voerde Karel op zijne togten eene menigte Priesters en zendelingen met zich, die het Evangelie verkondigden, leerden, doopten en kerken en scholen op de gunstigste en volkrijkste plaatsen stichtten. (..) Omstreeks den jare 800, door Karel den groote of een zijner zendelingen of evangeliepredikers, dáár eene Christenenkerk en eene Leeuwschool zal zijn gesticht. Oldehove, dat van oudsher een uithof van de Abdij van Corvey in Duitsland was, had in het midden van de twaalfde eeuw al een kerk, gewijd aan de heilige Vitus. In akten uit de veertiende eeuw komt de Sint-Vituskerk van Oldehove voor onder de naam Liiewardensis. In 1285 stond Leeuwarden al als stad te boek in een Duitse handelsakte.
Andere oude bronnen van Oud-Leeuwarden zijn de munten die er in grote hoeveelheid geslagen zijn in de 11e eeuw. Verder zijn er in buitenlandse archieven oorkonden teruggevonden van een 12e- en 13e-eeuwse Leeuwarden, waarin wordt gesproken over de scheepvaart en handel. Sommige van deze oorkonden hebben echter betrekken op Oldehove. Hier stond de oudste parochiekerk van Leeuwarden. Vandaar dat Oud-Leeuwarden ook wel Nijehove werd genoemd, vanwege de nieuwere kerk.

#### Toeloop naar samenvoeging
Tussen 1200 en 1300 slibde de Middelzee dicht en nam de handel af vanwege het ontbreken van een haven. De nadruk van de handel werd toen meer gelegd op de nabije streek. In 1392 stonden de omringende grietenijen (gemeenten) de magistraat van de stad hoge rechtspraak toe.
In een oorkonde van 1333 blijkt dat oud-Leeuwarden kerkelijk zelfstandig geworden was. Hoek lag langs een zijtak van de Middelzee en daar liep destijds een van de voornaamste handelswegen. De Friese adellijke familie Cammingha had een deel van Hoek in haar bezit. Aan deze kant van Leeuwarden stond later ook de Camminghaburg, waar nu de wijk Camminghaburen nog aan herinnert. De nederzetting van de familie bestond uit een stins met hofstede. Verder hadden ze er een kerk voor de heilige St. Catharina gesticht.
In 1392 werd een deel van Leeuwarden bij een stadsbrand verwoest.
Al was er op 3 augustus 1426 al een oorkonde met het officiële besluit tot samenvoeging, dit besluit werd door het landsbestuur van Oostergo en Westergo genomen. Dat Leeuwarden er al voor 1435 als een stad uitzag blijkt uit het feit dat er al voor 1435 een stadsgracht was, rondom Nijehove, oftewel Oud-Leeuwarden, ook wel aangeduid in de oudere bronnen als Liowerd.

#### Vereniging van Leeuwarden
Op 21 januari 1435 werden Oldehove, dat ten westen van Oud-Leeuwarden lag, en Hoek, dat ten oosten van Oud-Leeuwarden lag, toegevoegd aan Oud-Leeuwarden. Tussen 1484 en 1498 werd de gracht uitgebreid naar het zuiden, en die vormt tot op heden de grens van de binnenstad, de Heerengracht lag tussen het Ruiterskwartier en het Zaailand dat net buiten de stad lag. De vereniging van Leeuwarden werd in twee afzonderlijke verdragen met de toenmalige machthebbers vastgelegd, door de pastoor van Oldehove, en de edelman Pieter van Cammingha uit Hoek. Door deze vereniging kreeg Leeuwarden in 1435 stadsrechten, als een van de laatste steden in Friesland. Oud-Leeuwarden, ook wel Nijehove, werd overigens al in 1285 in een oorkonde als stad genoemd.

### Schieringers en Vetkopers
De vijftiende eeuw werd beheerst door de strijd tussen Schieringers en Vetkopers. In het algemeen schaarden de steden en het platteland zich achter de Schieringers. Leeuwarden was het bolwerk van de Vetkopers. De partijstrijd leidde tot de bouw van nieuwe verdedigingswerken. De partijstrijd in het verdeelde Friesland en de Groningse bezetting (1492-1498) doet de Schieringers besluiten met Albrecht van Saksen samen te gaan werken om de Vetkopers te verslaan.

### Leeuwarden onder de Saksen
Op 5 juli 1498 staan de Schieringers onder leiding van Albrecht van Saksen voor de poort van de stad. Na twee dagen geeft de stad zich gewonnen tegenover de grote overmacht, maar niet onvoorwaardelijk. Het stadsbestuur weet te bedingen dat er geen wapens in de stad gebracht mogen worden en dat de bezetting uit niet meer dan zestien man mag bestaan. Willibrord von Schaumberg, die door Albrecht van Saksen wordt aangesteld als Stadhouder, krijgt het zo wel erg moeilijk om de orde te bewaren. Als een poging om wapens de stad binnen te smokkelen mislukt, slaat opnieuw de vlam in de pan. Von Schaumburg vlucht en opnieuw belegert een Saksisch leger de stad. Het beleg van Leeuwarden duurt dit maal negen weken voordat de stad wordt ingenomen.
Albrecht van Saksen doet zijn intrede in de stad in 1499, het jaar dat traditioneel gezien wordt als einde van de Friese Vrijheid. Voorlopig houdt Albrecht het rustigere Franeker aan als hoofdstad. Om de orde in de stad te garanderen begint hij in 1500 wel met de bouw van een dwangburcht, de Blokhuispoort.
Toen de rust was weergekeerd maakte Albrecht van Saksen Leeuwarden tot zetel van het Hof van Friesland dat zich bezighield met bestuur en rechtspraak. Dit college kreeg in 1571 een eigen onderkomen, de Kanselarij. In dezelfde tijd werd in Leeuwarden ook het kerkelijk gezag gevestigd. De Sint-Vituskerk werd de zetel van de deken en de belangrijkste kerk van Friesland.
De Saksische tijd eindigde voor de Leeuwarders in 1515 toen Georg Schenck van Toutenburg de stad veroverde voor keizer Karel V. Op 19 mei 1515 verkocht George van Saksen definitief zijn aanspraken op Groningen en Friesland toen hij deze voor 100.000 gulden verkocht aan keizer Karel V. Net als de rest van Nederland en zelfs een groot gedeelte van de wereld viel Leeuwarden nu onder de Habsburgers. Dat bracht een tijd van voorspoed met zich mee. Leeuwarden was een bestuurscentrum met stevige wallen en een burcht die over de stad waakte. Dat werd eens te meer bevestigd toen de stad in 1524 hoofdstad van de Heerlijkheid Friesland werd. Het enige dat er nog aan ontbrak was een grote kerk. Dat was het symbool dat nodig was om de kracht en de welvaart van de stad en de provincie uit te dragen. Jacob van Aaken kreeg op 28 mei 1529 opdracht van het stadsbestuur om te bouwen aan een kerk die de vitaliteit van de stad vertegenwoordigde: de Oldehove die op de plek van de oude Sint-Vituskerk moest verschijnen. Het mislukken van de bouw hield niet tegen dat in 1559 Leeuwarden tot bisschopszetel verheven werd van het nieuw opgerichte Bisdom Leeuwarden en deze kerk daarvan de kathedraal werd.

## Tijd van de Friese stadhouders

### Tachtigjarige Oorlog
De Beeldenstorm, voorbode van de Tachtigjarige Oorlog, bereikte Leeuwarden op 6 september 1566. Desondanks bleef de stad koningsgezind tijdens Oranjes tweede invasie, terwijl bijvoorbeeld Franeker en Stavoren enkele maanden calvinistisch bestuur kenden tot Spaanse soldaten het koninklijk gezag herstelden. In februari 1579 maakten opstandelingen zich meester van de blokhuizen van Leeuwarden, Harlingen en Stavoren, waardoor Friesland aan de zijde van de Opstand komt; in maart sluiten de Friese steden zich aan bij de Unie van Utrecht. Cuneris Petri, de enige bisschop van het Bisdom Leeuwarden, die aangesteld was in 1569, belandde bij de calvinistische machtsovername korte tijd in het gevang en vertrok daarna voorgoed uit Friesland. De Sint-Vituskerk werd in de jaren 1595 en 1596 wegens verregaande bouwvalligheid afgebroken.

### Leeuwarden onder Willem Lodewijk
Toen Willem van Oranje in 1584 werd vermoord moest het stadsbestuur op zoek naar een nieuwe stadhouder. Die werd gevonden in de persoon van Willem Lodewijk van Nassau-Dillenburg. Deze neef van de Vader des vaderlands was niet alleen een kundig bestuurder maar ook een goede strateeg. Samen met zijn neef Maurits van Oranje was hij vaak op veldtochten, maar hij vergat nooit de belangen van Friesland in Holland te behartigen. Van de Leeuwarders kreeg hij de bijnaam ‘Ús Heit’. Toen hij in 1620 overleed werd hij in de grafkelder van de Grote of Jacobijnerkerk bijgezet. Zijn jongere broer Ernst Casimir van Nassau-Dietz volgde hem op.

## Zestiende en zeventiende eeuw

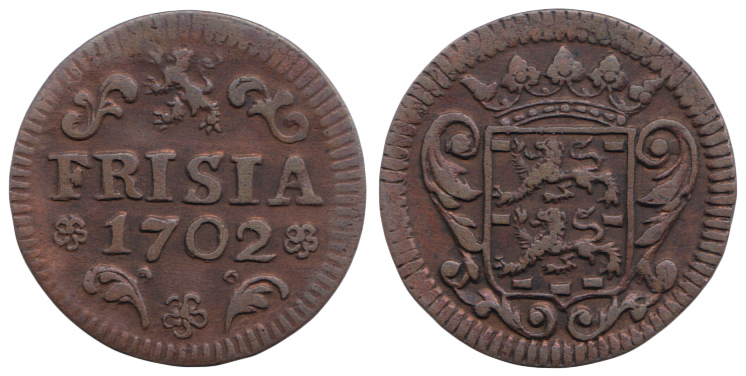
Duit geslagen in Leeuwarden in 1702.

De zestiende en zeventiende eeuw vormden een gouden tijd voor Leeuwarden. Leeuwarden kreeg aanzien doordat het de verblijfplaats werd van de Friese Nassaus die stadhouder werden van de noordelijke provincies. In deze eeuwen kwam de stad tot grote bloei. Het aantal inwoners steeg van 5.000 rond het jaar 1500 tot 16.000 in 1650. Leeuwarden behoorde toen tot de tien aanzienlijkste steden van Nederland. Daarvan getuigen nu nog prachtige gebouwen als de Kanselarij (waar recht gesproken werd), het Stadhouderlijk Hof, de Waag (als centrum van de handel), en de scheve toren de Oldehove.
Tijdens de tachtigjarige oorlog werd de stad versterkt met bolwerken. Tussen 1621 en 1623 werd de stadsgracht verder naar het zuiden verlegd waardoor het Zaailand binnen de stadsgrens kwam te liggen. De Oude Heerengracht die daarmee ook binnen de stad was komen te liggen daar deed vervolgens dienst als haven.

## Tijd na 1750

### Leeuwarden onder Franse heerschappij
Van 1798 tot 1801 was Leeuwarden de hoofdstad van het Departement van de Eems, een van de acht departementen waarin Nederland was opgedeeld. Van 1801 tot 1815 vormde Leeuwarden de hoofdplaats van het Departement Friesland.

## Negentiende eeuw

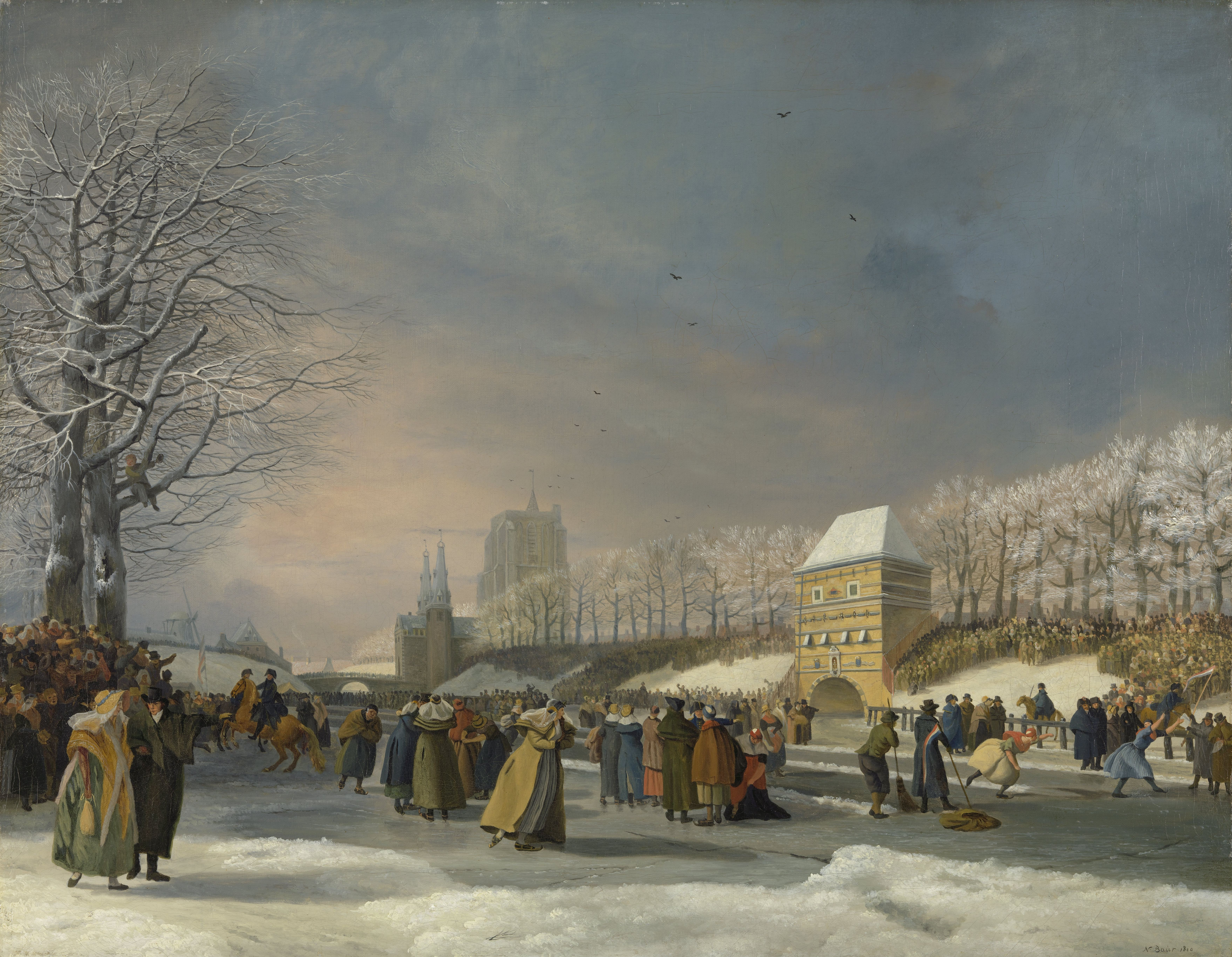
Nicolaas Baur: Schaatswedstrijd voor vrouwen op de Stadsgracht van Leeuwarden, 21 januari 1809. Deze wedstrijd werd verder voorlopig verboden, vanwege de onzedelijk geachte kledij der dames. De Onzelievevrouwewaterpoort of Schavernekspijp (rechts) werd in 1859 gesloopt. De buitenpoort van de vrouwenpoort (dak links op de achtergrond werd in 1820 gesloopt de binnenpoort volgde in 1837 hetzelfde lot

Op dit schilderij van Nicolaas Baur uit Harlingen zijn de 20-jarige Trijntje Pieters uit Poppingawier en de 16-jarige Joukje Wybes uit Damwoude afgebeeld die op 1 en 2 februari 1805 op de Stadsgracht van Leeuwarden na zeven ronden als laatste twee van de 128 gestarte vrouwen en meisjes overbleven, voor het oog van ruim 10.000 toeschouwers. Vier jaar later mochten de vrouwen op herhaling. Als enige beperkende bepaling gold nu dat alleen ongetrouwde vrouwen tussen de 16 en 27 jaar mee mochten doen. Houkje Gerrits uit Veenwouden won. Het aantal deelnemers was deze keer beperkt tot 64.
Er waren in de negentiende eeuw enkele grote veranderingen:
- De bolwerken en stadsgracht verloren in de eerste helft van de negentiende eeuw hun militaire functie waardoor stadsuitbreidingen buiten de stadsgracht mogelijk werden. De stadspoorten, drie landpoorten en vier waterpoorten, werden gesloopt.
- De Heerengracht werd rond 1850 gedempt waarmee het Zaailand geen havengebied meer was en tot stadsplein werd ontwikkeld.
- De Zuidergracht, die voorheen rond drie bolwerken slingerde, werd rond 1868 recht getrokken waardoor er meer bebouwing tussen het Zaailand en de nieuw ontstane Willemskade mogelijk was.
- Er werden in de jaren 1860 spoorlijnen aangelegd, het Station werd gebouwd en het gebied tussen de Willemskade en het station werd ontwikkeld.
- vanaf ca. 1870 begon men in noordelijke richting de Transvaalwijk te ontwikkelen.
- Aanleg van het Westerpark in 1872 en de eerste bebouwing westelijk van de westerstadsgracht in wat zich tot de Vossenparkwijk zou ontwikkelen.
- Eind 19e eeuw werden de eerste buurten van Achter de Hoven gerealiseerd.
- De veertig meter hoge verzakte en na stormschade bouwvallig geworden Nieuwe- of Sint Jacobstoren werd in 1884 gesloopt en verdween daarmee na ruim driehonderd jaar uit het straatbeeld.

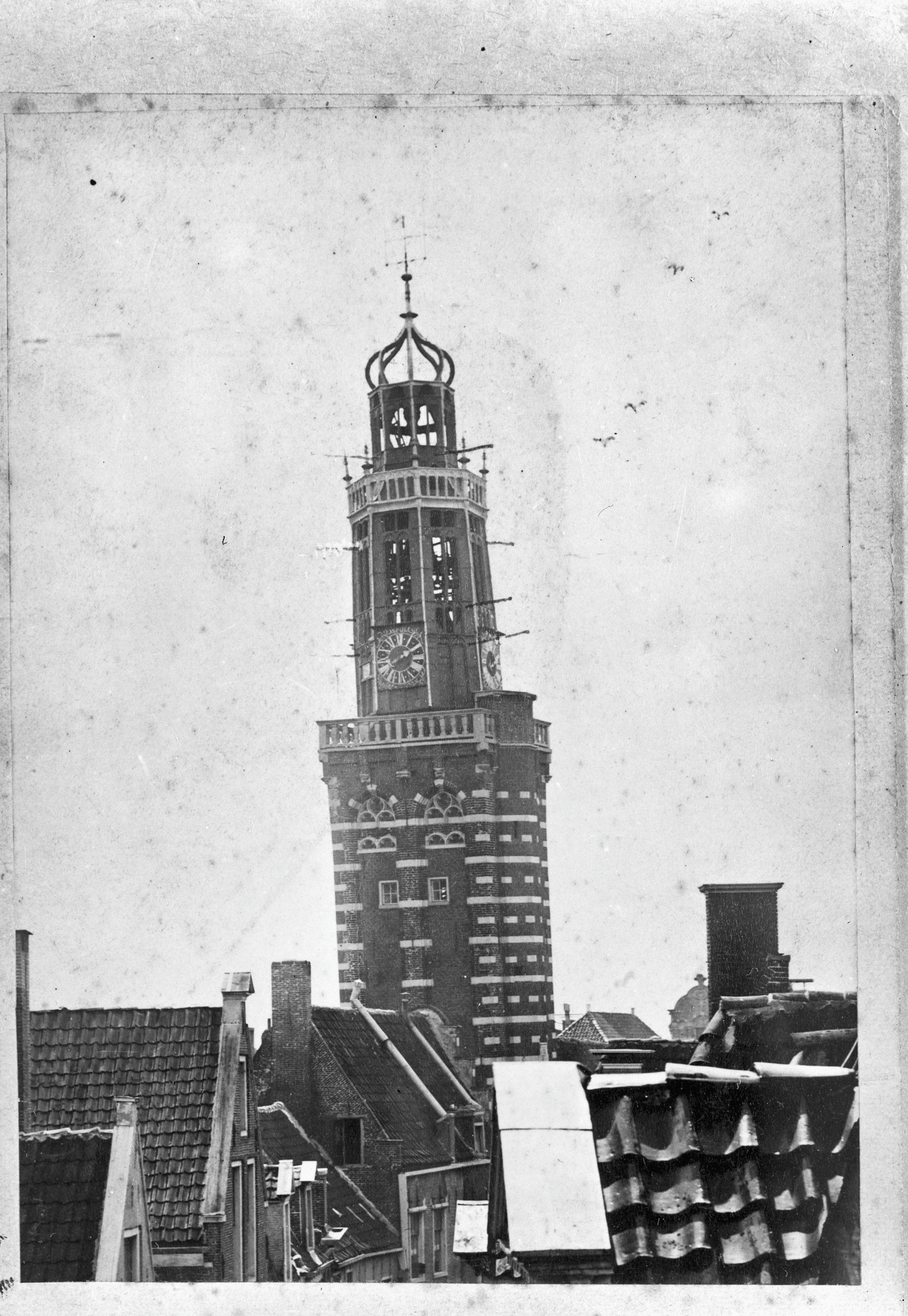
De Nieuwe toren voor de sloop

- Door de grondwet van 1848 was het niet langer verboden nieuwe katholieke kerken te bouwen. In Leeuwarden werd in 1850 een oude schuilkerk aan de speelstraat vervangen door de Sint-Dominicuskerk op dezelfde plaats. Tussen 1882 en 1884 werd de neo-gotische Sint-Bonifatiuskerk achter de Voorstreek gebouwd.
- Aanleg van het Nieuwe Kanaal naar het oosten in het verlengde van de Zuider Stadsgracht in 1894-‘95. Langs het kanaal werd de Emmakade aangelegd waar statige herenhuizen verrezen.

## Twintigste eeuw
In het begin van de twintigste eeuw vonden er verschillende stadsuitbreidingen plaats. Stadsarchitect W.C. de Groot speelde daarin een belangrijke rol. Onder meer de Hollanderwijk achter het station, de Indische Buurt en het Gabbema Gasthuis werden in die tijd gebouwd. Grote delen van de wijken tussen het centrum en waar nu Archipelweg, Franklinstraat liggen werden gebouwd.
Uit die periode dateren ook de in 1910 geopende Schranskerk, een nieuwe Oosterkerk aan het Hoeksterpad en de Vrije Evangelische kerk uit 1915 aan het Molenpad.

### Interbellum
Tijdens het interbellum gingen de stadsuitbreidingen door. Daarbij was er ook ruimte voor meer kerken buiten de binnenstad. Meest in het oog springend: De koepelkerk uit 1923, de Pelikaankerk de Sint-Johannes de Doperkerk uit 1934 en om bouwvallige Sint-Dominicuskerk aan de speelmansstraat uit 1850 te vervangen: De Sint Dominicuskerk aan de Harlingerstraat uit 1937. Ook de meer achteraf gelegen Pniëlkapel in Huizum-west en de nauwelijks als kerkgebouw herkenbare Nieuw-Apostolische Kerk aan de Emmakade stammen uit deze periode. Behalve de oude Sint Dominicuskerk viel ook de middeleeuwse Galileërkerk ten prooi aan de sloophamer.

### Tweede Wereldoorlog

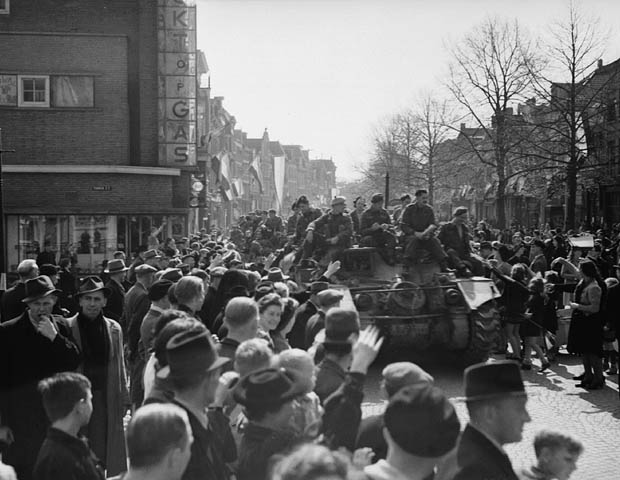
Inwoners van Leeuwarden verwelkomen soldaten van het Canadese leger, 16 april, 1945.

#### Leeuwarder Joodse gemeenschap

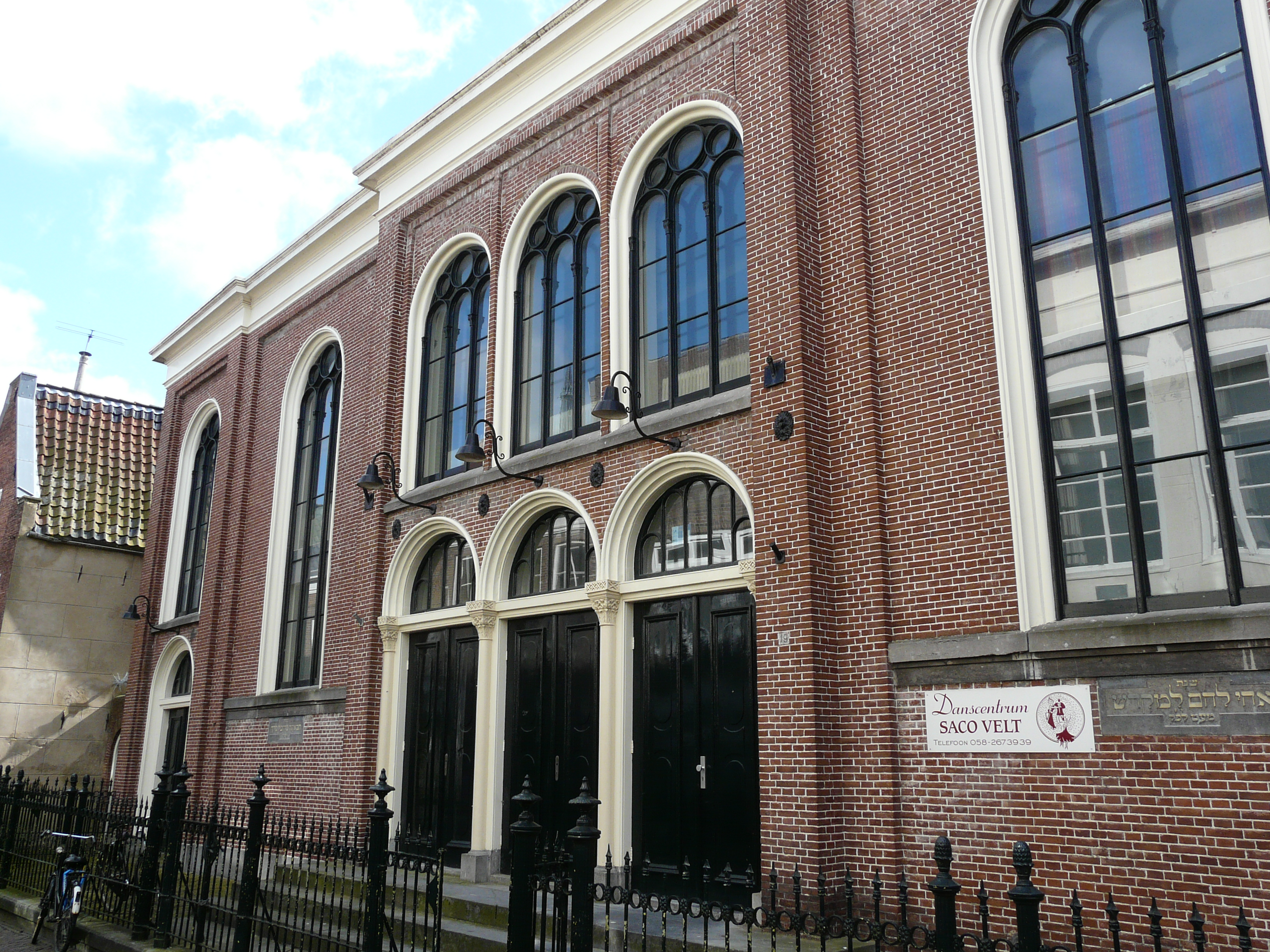
De voormalige synagoge van Leeuwarden

Voor de oorlog kende Leeuwarden een levendige Joodse gemeenschap. 800 Joodse vluchtelingen die vanuit Kamp Westerbork naar Leeuwarden werden gebracht werden dan ook aanvankelijk goed opgevangen. Eind mei werden ze alweer teruggestuurd door de bezetter. Spoedig na de Duitse inval werden ook in Leeuwarden, net als in de rest van Nederland, antisemitische maatregelen afgekondigd. Op 23 november 1940 werd de Leeuwarder wethouder J. Turksma, net als andere Joodse ambtenaren ontslagen. In oktober 1941 werden Joodse leraren en leerlingen van de openbare scholen verwijderd en moesten ze naar een speciale Joodse school. De eerste razzia in Leeuwarden was op 11 april 1942. Vrijwel alle opgepakte Joden konden vervolgd worden omdat ze in overtreding waren op de vele genomen discriminerende maatregelen. Niet veel later, op 29 april kregen de Leeuwarder Joden het nog moeilijker doordat zij een Jodenster moesten dragen.
In ijltempo ontruimden de Duitsers de Joodse wijk van Leeuwarden. Veel protesten waren er niet. In Friesland maakten Joden maar 1.5% uit van de totale bevolking. Daarnaast waren ze vaak erg op zichzelf en stonden de meeste Nederlanders sceptisch tegenover verhalen over vernietigingskampen.
Niet alle Joden wachtten de arrestatie van de Duitsers af. Zo ook de briljante Leeuwarder chemicus dr. George Stephan de Kadt, die een belangrijke rol speelde bij de ontwikkeling van de Coöperatieve Condensfabriek Friesland, de voorloper van Friesche Vlag. Hij vergiftigde zichzelf, zijn echtgenote Bertha Davids Polak en zijn vier kinderen om aan arrestatie te ontkomen. De laatste Joden van Leeuwarden werden in maart 1943 gedwongen verhuisd naar de overvolle getto's in de Randstad.
Van de 852 Friese Joden overleefden er 235 de oorlog. De meesten hiervan woonden in Leeuwarden, maar ook Harlingen, Gorredijk, Sneek en Lemmer kenden kleine Joodse gemeenschappen.
Na de oorlog keerde het joodse leven in de stad in afgezwakte vorm terug. De synagoge, gespaard in de oorlog, werd in 1948 opnieuw gewijd. Het gebouw bleek te groot voor permanent gebruik, en tegenwoordig is er een dansschool gevestigd. Een deel van de rituele voorwerpen werd in 1964 geschonken aan het jeugddorp Kfar Batja, in Israël. De rest werd in 1986 overgedragen aan het Joods Historisch Museum. Tegenover de voormalige joodse school is in 1987 een monument onthuld. De plek is nog steeds het begin van de stille tocht voorafgaand aan de Leeuwarder dodenherdenking.

#### Fliegerhorst Leeuwarden

##### Bouw

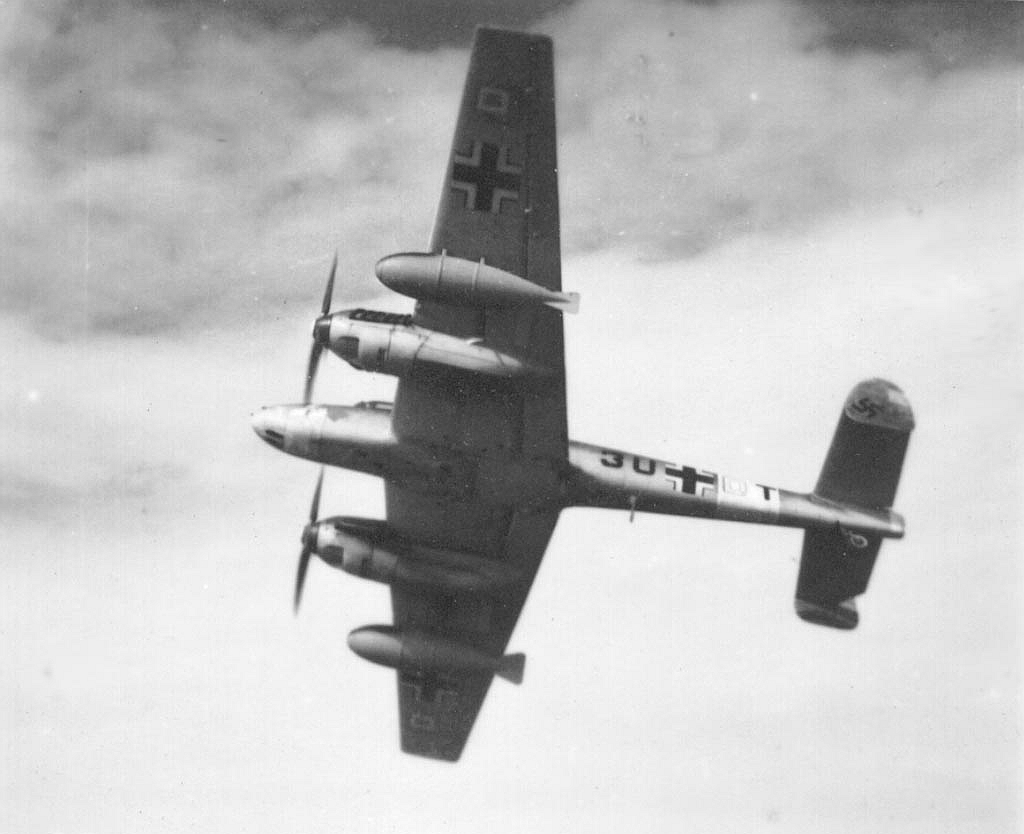
Een ME 110, waarvan er verschillende te Leeuwarden gestationeerd waren

Voor de Tweede Wereldoorlog was er op de plek van de huidige Vliegbasis Leeuwarden al een vliegveld. In 1934 werd de Friesche Luchtvaartvereniging opgericht. Met een subsidie van 260.000 gulden kon er een vliegveld worden aangelegd. Tussen 24 en 27 juni in 1938 werd er een groot feest gevierd voor de opening van het vliegveld. Er was een vliegweide van 800 bij 880 meter, een stationsgebouwtje en een woning voor de havenmeester. Iedere dag landde er een KLM Lockheed L-10 Electra.
Met de mobilisatie in 1939 werd er een peloton soldaten op het vliegveld gelegerd, met op elke hoek van het vliegveldje een mitrailleur. Op een Duitse Heinkel in 1939 na gebeurde er weinig enerverends voor de soldaten. Toen op 10 mei 1940 de oorlog voor Nederland begon lieten ze landbouwtrekkers het veld omploegen. Veel weerstand tegen de invasie kon nog niet geboden worden, en al op 11 mei meldde een Officier van de Luftwaffe zich bij het vliegveld.
De Duitsers hadden grote plannen voor het vliegveld. In augustus 1940 werkten al ongeveer 7.500 arbeiders aan het vliegveld. Voor veel Friezen was het een manier om na de economische recessie weer aan de slag te gaan. Barakken werden gebouwd, hangars opgericht en startbanen aangelegd. Voor de onderlaag van de startbaan werd onder andere puin gebruikt dat overbleef na het bombardement op Rotterdam. Toen in 1942 een centraal gebouw in gebruik werd genomen, met onder andere een grote overzichtskaart van zes bij vijf meter, kwam er een eind aan de grootste bouwactiviteiten. Bij luchtaanvallen werd altijd het werk stopgezet. De arbeiders verstopten zich dan prompt het liefst urenlang. Sabotage werd ook gepleegd door aannemers. Een van hen, Sjoerd Verhoeve, stierf in de gevangenis.

##### Vluchten
De geallieerden erkenden het strategische belang van de vliegbasis. Op 28 juli 1940 werd de basis voor de eerste keer gebombardeerd waarbij Theunis Stroop uit Berlikum omkwam. De volgende dag kwamen acht Friese arbeiders om het leven bij bombardementen op de luchthaven.
Vanaf 29 juni 1940 werd er actief gevlogen vanaf de basis. Er werden 40 Messerschmitt Bf 109's en een aantal Messerschmitt Bf 110's gestationeerd. Daarnaast werden er vanaf 1941 40 Heinkel He 111 bommenwerpers geplaatst en een tijdje Focke Wulf 190's. Inclusief onderhoudsploegen waren er dan ook wel 1500 mannen gestationeerd op de Fliegerhorst. De piloten van de basis waren aanvankelijk actief in de Slag om Engeland. Later, toen de geallieerden actief Duitsland bombardeerden, kreeg de basis een meer defensieve functie. Vanaf juli 1941 behaalden de Duitsers die in Leeuwarden gestationeerd waren geregeld overwinningen op de geallieerden. In verschillende Friese begraafplaatsen liggen nog steeds geallieerde piloten. In totaal haalden de Duitse piloten zo'n 400 vliegtuigen neer. De helft daarvan boven zee.

##### Bombardementen
Gedurende de oorlog werden verschillende bombardementen op het vliegveld uitgevoerd. Op 25 januari 1944 werden 44 bommen gegooid, maar het zwaarste bombardement was op 24 februari van datzelfde jaar. 46 Martin B-26 Marauder bommenwerpers wierpen in totaal 1.189 bommen af. 700 troffen hun doel op de luchthaven, maar enkele kwamen neer in het nabijgelegen Beetgum waarbij enkele burgers omkwamen. Op de luchthaven kwamen tien Duitsers om. Enkele hangars en jachtvliegtuigen gingen in vlammen op. Voor het herstel werden gevangenen ingezet als dwangarbeider. 's Ochtends op 17 september 1944 was het vliegveld wederom een doelwit. Toen wierpen 51 Lancaster bommenwerpers een bommenlading van 214,3 ton af. Een paar bommen vielen op Beetgumermolen waarbij zeven burgers omkwamen. Na de aanval verdwenen de nachtjagers uit Leeuwarden. In maart 1945 werd nog een poging ondernomen het vliegveld te repareren. Het gerucht ging dat een groep parachutisten achter de vijandelijke linies gedropt zouden worden. Het bleef bij geruchten. Het vliegveld werd ontmanteld en de belangrijkste onderdelen werden naar Duitsland verscheept. Twee dagen voor de geallieerden op 15 april 1945 de stad binnen trokken werden de restanten opgeblazen.

#### Gemeentelijke herindeling van 1944
Op 1 januari 1944 werd het zuidelijke deel van Leeuwarderadeel ingelijfd bij Gemeente Leeuwarden en het dorp Huizum werd daarmee een wijk van de stad. Ook de dorpen Goutum, Swichum en Wirdum vielen nu onder gemeente Leeuwarden. Nog jaren bleef gemeente Leeuwarderadeel zijn gemeentehuis in Huizum houden. Pas in 1965 werd een gemeentehuis binnen de gemeentegrens in Stiens geopend.

#### Overval Blokhuispoort
Op 8 december 1944 wisten knokploegen van het Friese verzet met een overval op het Huis van Bewaring zonder een schot te lossen, 51 mensen uit handen van de Duitsers te bevrijden.

#### Eind van de oorlog
Naarmate de oorlog vorderde werd het gebrek aan materiaal en manschappen nijpender. Op 10 juni 1944 werd het vliegveld bij Bergen gesloten, het materiaal werd naar Leeuwarden overgebracht. Vanaf september 1944 waren de geallieerden definitief de baas boven het luchtruim in het gebied van de Fliegerhorst Leeuwarden. In totaal sneuvelden van de vliegvelden Leeuwarden en Bergen 72 piloten. Een kwart kwam om door vijandelijk vuur, meer dan de helft stortte neer door motorpech of een ander ongeluk.
Een Engelse bommenwerper die op 29 november door Duitse jachtvliegtuigen werd opgejaagd liet om gewicht kwijt te raken zijn bom boven de stad vallen. Deze bom trof een pand aan de Schrans waarbij een kind stierf. Op de ontstane open plek is thans de straat Eenhoorn richting de Potmarge.
Toen de Canadezen Leeuwarden naderden wilden de Duitsers het postkantoor opblazen. Hierin bevond zich apparatuur die essentieel voor het werken van het telefoonsysteem was. Het verzet wist de explosieven voortijdig te saboteren. Op 14 april ontvluchtten de Duitsers de stad. Anders dan in Groningen zou de stad zonder gevechten worden bevrijd. Wel werd nog het Old Burger Weeshuis aan het Zaailand dat door de SD was gebruikt in brand gestoken. Op 15 april was heel Friesland bevrijd.

### Naoorlogs Leeuwarden

#### Kneppelfreed
Kneppelfreed (Fries voor 'knuppelvrijdag'), ook bekend als 'de slag op het Zaailand', vond plaats op 16 november 1951. Bij die gelegenheid raakte een groep demonstranten, nieuwsgierigen en journalisten voor het gerechtsgebouw aan het Zaailand in Leeuwarden slaags met de politie, toen die hen met knuppels en waterkanonnen uiteen probeerde te drijven. De menigte voor het gerechtsgebouw demonstreerde tegen het besluit om de journalist Fedde Schurer in de kleine in plaats van de grote zaal te berechten, waardoor zij de zaak niet konden bijwonen. De keuze voor de kleine zaal was volgens de rechtbank genomen om stookkosten te sparen. Het proces tegen Schurer was geruchtmakend, doordat het een machtsstrijd belichaamde tussen de Nederlandssprekende elite en de Friessprekende jonge garde.

### Infrastructuur en stadsuitbreiding
Het naoorlogse Leeuwarden werd snel uitgebreid en vroeg om nieuwe wegen. De ring werd aangelegd, met het Europaplein als plaats waar men de stad binnenkwam vanuit de westelijke richting. De karakteristieke maar verpauperde volksbuurten Boterhoek en Sintjobsleen die aan de prinsentuin lagen werden in de eerste helft van jaren 1960 gesloopt om de Boterhoek en Groeneweg te kunnen verbreden. Er werd een rondweg rond het vooroorlogse Leeuwarden aangelegd en aan de buitenzijde werden in de jaren 60, 70 nieuwe woonwijken aangelegd. De oostelijke ring werd in de jaren 1980 verder naar het oosten gelegd en Camminghaburen en industrieterrein de Hemrik kwamen aan de oostzijde daarvan te liggen. De Frieslandhal werd gebouwd en de wekelijkse veemarkt verhuisde van het stationsgebied naar dat complex. De pleinen in de binnenstad deden langetijd dienst als parkeerruimte tot er parkeergarages werden gebouwd.
Aan de Tesselschadestraat werden vanaf de jaren 1960 meerdere kantoorpanden in brutalistische en functionalistische stijl gebouwd waarvan het toenamalige giro-kantoor bepalend zou worden voor de skyline van de stad.
Negentiende-eeuwse gebouwen aan de Lange Marktdtraat werden eind jaren 1980 gesloopt en op en rond het oude veemarktterrein in de jaren daarna vervangen door moderne kantoorpanden voor banken en verzekeraars. Hieronder zijn de beeldbepalende Averotoren (voltooid in 1991), het toenmalige Aegonkantoor (1988) en de Achmeatoren (2002).

## Eenentwintigste eeuw

### Stadsvernieuwing
De ingevoerde stadsvernieuwing behelsde het deels autoluw maken van de binnenstad; sinds 2007 is de centrumring deels eenrichtingsverkeer. Spraakmakend was de verscherpte toezicht met wapeninlever-acties en preventief fouilleren dat onder burgemeester Dales is ingevoerd met het oog op de veiligheid in de binnenstad. Een aantal oude stadswijken met veel criminaliteit en leegstand is gerenoveerd. De volgende drie wijken zijn destijds vernieuwd: de Vegelinbuurt, de Vrijheidswijk en Schieringen-Heechterp.
- De Vegelinbuurt was een oude arbeidersbuurt, en werd gekenmerkt door veel verslaafden en criminaliteit. Er waren veel huisjesmelkers. Het grootste gedeelte van de buurt is gesaneerd.
- De Vrijheidswijk heeft veel hoogbouw uit de jaren zestig. Een aantal flats zijn vervangen door appartementencomplexen en eengezinswoningen. Ook in deze wijk was veel criminaliteit. In 2007 werd de wijk bewoond door veel studenten.
- De wijk Heechterp & Schieringen komt qua bouwjaar en soort bebouwing overeen met de Vrijheidswijk. Er was voor de stadsvernieuwing veel criminaliteit, enkele flats hebben plaatsgemaakt voor eengezinswoningen. Ook in deze wijk woonden veel studenten en jongeren. Er zijn appartementencomplexen gebouwd. De wijk komt voor op de lijst van probleemwijken van Ella Vogelaar
- Binnenstad: Amicitia was tot 1968 een beeldbepalend hotel. In 1969 werd dit gebouw vervangen door een flatgebouw waar later kantoren in kwamen. Inmiddels is het gebouw aangepast in het kader van stadsvernieuwing en zijn de kantoorruimtes geweken voor appartementen.
- De Zuiderplantage ligt aan de zuidrand van Leeuwarden. Nabij Huizum-Dorp en het Drachtsterplein werden 49 eengezinswoningen gebouwd. Verder kwamen er 107 appartementen die bestaan uit een woontoren met 16 verdiepingen (45 appartementen) en twee 7-laagse appartementsgebouwen (elk 31 appartementen). Er is een woonbuurt met kleinere straten gecreëerd die aansluit bij de kleinschaligheid en diversiteit van het bestaande dorp Huizum.
- Door de bouw van wijken Zuiderburen en De Zuidlanden breidt de stad in zuidelijke richting uit ten zuiden van het Van Harinxmakanaal.

### Infrastructuur
De gemeente Leeuwarden, provincie Fryslân en Rijkswaterstaat hebben van 2008 tot 2018 gewerkt aan de infrastructuur van de stad. De rondweg werd aangepast en de Haak om Leeuwarden werd gerealiseerd. Er kwamen nieuwe invalswegen, vaarwegen, spooronderdoorgangen, fietspaden, aquaducten, bruggen, rotondes, tunnels, parkeergarages en fietsenstallingen. Het project leidde ertoe dat ook het Europaplein werd heringericht.

## Voormalige grachten in Leeuwarden
De eerste grachten van Leeuwarden waren van oorsprong natuurlijke waterlopen. De Potmarge en het Vliet mondden beide uit in de Ee ter hoogte van wat nu de Voorstreek is en de Ee monde uit in de Middelzee. Later werden grachten rond Nijehoven gegraven en na de samenvoeging kreeg Leeuwarden een singelgracht ter verdediging.
Hoewel in en om de Leeuwarder binnenstad nog altijd enkele grachten en de singelgracht liggen, zijn er in de loop der eeuwen, vooral tijdens de negentiende eeuw, ook een aantal waterlopen verdwenen. Reden voor demping was in veel gevallen hygiëne, de grachten werden als open riool gebruikt, er was weinig beweging in het water en bij lage waterstanden in de zomers was de stank ondragelijk. Bij het dempen van de oude grachten werd vanaf ca. 1859 riolering aangelegd. Ook ontstond er ruimte voor verkeer.
Voor het dempen van de grachten werd vaak modder afkomstig van het slechten van de bolwerken rond de stad gebruikt. De voormalige bolwerken werden minder hoog, of zelfs vlak gemaakt en de stijle kanten minder stijl. 
Problemen die zich voordeden bij het dempen waren dat de straten aan weerszijden van de grachten in hoogte verschilden. Het kwam voor dat er hoge stoepen aan een kant van de straat lagen, of dat de straat naar gelijke hoogte werd afgegraven er aan een kant trapjes voor de deuren kwamen.

### Tuinen-Weaze
Er liep al in de veertiende eeuw een gracht van de Tuinen naar de Weaze via de Turfmarkt, Tweebaksmarkt, Druifstreek en het Zwitserswaltje. Oorspronkelijk was dit de oostelijke begrenzing van Oud-Leeuwarden. Deze gracht werd in 1894 gedempt.

### Nieuwestad-Grote Kerkstraat
Ook lag er een gracht van de Nieuwestad naar de Grote Kerkstraat via de wat nu de Bagijnesteeg en de Sint Anthonystraat zijn. In de veertiende eeuw liep deze door tot aan de Flits en vormde deze de westelijke grens van het Oud-Leeuwarden en de oostelijke grens van Oldehove. De huizen langs deze gracht stonden aan beide zijden direct aan het water. In 1869 werd begonnen deze gracht te dempen, in 1870 werd dit werk voltooid en waren twee nieuwe straten geboren. In de Bagijnesteeg is nog een opvallend lage deur zichtbaar die vroeger tot dicht bij het waterniveau zat.
Op oude kaarten is een zijgracht zichtbaar die halverwege de Sint Anthonystraat begon en doorliep tot aan de achterzijde van de huizen op de hoek van de Kleine Kerkstraat en de Bagijnestraat.

### Ee
Een deel van Ee liep vroeger van de Nieuwestad naar de Voorstreek via het Herenwaltje, Raadhuisplein, Hofplein, Gouveneursplein, Eewal en Wortelhaven. In de negende eeuw was dit een veel breder water dat tot gracht werd versmald. Langs de Eewal had de Ee groene oevers. Bij het Herenwaltje stonden de huizen aan de westzijde van de gracht direct aan het water. Aan de andere kant was een smalle kade. In 1884 werd de gracht gedempt. 
Van oorsprong mondde het riviertje de Ee buiten de stad uit in een zijtak van de middelzee. Sinds het dichtslibben van de middelzee werd deze verbonden met een riviertje dat richting Dokkum liep en heet deze de Dokkumer Ee. In de zeventiende eeuw werd de Ee tot trekvaart omgevormd.

### Oude Heerengracht
Tussen het Ruiterskwartier en het Zaailand liep vanaf het einde van de vijftiende eeuw de Heerengracht. Oorspronkelijk was dit deel van de zuidelijke singelgracht. Deze sloot aan op het op de Westergracht en later op het schavernek. De gracht kwam bij de stadsuitbreiding van  1621-1623 binnen de stadswallen te liggen en kreeg de functie van haven. In 1849 werd een deel van de Heerengracht gedempt zodat het Paleis van justitie daar kon worden gebouwd. Hiermee kon het Zaailand zich als stadsplein beginnen te ontwikkelen. Een jaar later werd ook het resterende deel achter het Paleis van Justitie gedempt.

### Flits
Ook liep er ooit een gracht die de Flits werd genoemd, van de Voorstreek naar de Boterhoek tot aan de Oldehoofster-waterpoort. Deze liep via onder meer de Nieuwe Buren, langs de Groeneweg, Schoenmakerperk, het Perkwaltje, en daar waar nu de tuinen van het Princessenhof ligt naar de Boterhoek. Een deel van de gracht vormde in de veertiende eeuw de noordelijke begrenzing van Oud-Leeuwarden. In de late zestiende- of vroege zeventiende eeuw werd deze verlengt naar de boterhoek waar deze door de oldehoofsterwaterpoort in de singelgracht uitmondde. De Flits werd bij het Perkwaltje tussen 1860 en 1863 gedempt. Bij de Nieuweburen gebeurde dat in 1865. Bij de Boterhoek werd de gracht rond 1884 gedempt. Een paar jaar na de demping werd de Noorderkerk over het traject van de gracht gebouwd. Ten tijde van de bouw van parkeergarage Oldehoofsterkerkhof werd in 2005 archeologisch onderzoek in de voormalige bodem van de Flits onder de boterhoek verricht.

### Keizersgracht
De Keizersgracht liep van het Droevendal via de straten Gedempte Keizersgracht en Keizersgracht naar het Blokhuisplein waar deze op sommige oude kaarten in de Zuiderstadgracht uitmondde. Op andere oude kaarten sloot de keizersgracht aan op de gracht van het Zwitserswaltje en de Druifstreek. Het gedeelte “Gedempte Keizersgracht” werd in 1845 gedempt. Het gedeelte langs de noordzijde van de Blokhuispoort dat ook als gevangenisgracht dienst deed werd in 1956 gedempt. Aan de voorzijde van de Blokhuispoort ligt nog een resterend stukje van gracht dat richting de Zuiderstadsgracht loopt.

### Ravelijnsgracht Hoeksterdwinger
Op de plaats van het huidige Hoeksterpad lag tot 1831 een ravelijnsgracht. Dit viel samen met de sloop van de Hoeksterpoorten (binnenpoort, buitenpoort en waterpoort), het slechten van de Hoeksterdwinger en de aanleg van de Groningerstraatweg.

### Ravelijnsgracht Vrouwepoortsdwinger
Ook op de plaats van de huidige straat Westerplantage lag een ravelijnsgracht. De Vrouwepoortsdwinger waar thans het plantsoen Westerplantage ligt was een ravelijn waarop de bruggen van de Vrouwebinnen- en buitenpoort aansloten.